# 非洲大沙鼠
非洲大沙鼠（學名Gerbilliscus afra）是沙鼠亞科中的一個物種，只發現於南非。